# 中央可鍛工業
中央可鍛工業株式会社（ちゅうおうかたんこうぎょう、CHUO MALLEABLE IRON CO., LTD. ）は、日本の金属素形材メーカー。資本金11億6100万円。主力はトヨタ自動車およびトヨタグループ向け自動車用部品の開発生産。他に、産業車両用部品、産業用ロボット部品、オフィス家具も開発生産。近年、中国における事業展開も積極的に行っている。
社名の可鍛（かたん）とは可鍛鋳鉄のことであるが、現在はより高強度なダクタイル鋳鉄に材質変更されている。また、アルミダイカストなども製造している。名古屋証券取引所メイン市場単独上場銘柄である。

## 沿革
- 1944年 - 武山鋳造所（現在の武山鋳造株式会社）より独立
- 1948年 - トヨタ自動車株式会社の協力工場として取引開始
- 1959年 - 日進工場 操業開始
- 1960年 - トヨタ自動車株式会社の資本参加
- 1961年 - 名証第二部上場
- 1962年 - オフィス家具製品の販売開始
- 1967年 - 土岐可鍛工業株式会社設立
- 1970年 - 日進工場鋳造部門／溶解・造型設備増強
- 1973年 - 熊本工場 操業開始 椅子組立及び切削加工等の操業開始
- 1978年 - 日進工場鋳造部門／タテ型無枠造型機（FVBライン）導入
- 1983年 - トヨタ品質管理賞優良賞受賞
- 1985年 - 日進工場鋳造部門／静圧造型機（APSライン）導入。日進工場機械部門増設。
- 1988年 - 日進工場鋳造部門／タテ型無枠造型機（FVB2ライン）導入
- 1991年 - 熊本工場 アルミ鋳造ライン導入
- 1992年 - 熊本加工工場増設
- 1996年 - 日進工場 アルミダイカストライン導入
- 2001年 - 蘇州石川製鉄有限公司／合弁契約締結。ISO 14001認証取得。
- 2002年 - 蘇州石川製鉄有限公司 新工場操業開始
- 2004年 - 蘇州中央可鍛有限公司／設立。ISO 9001認証取得
- 2005年 - 蘇州中央可鍛有限公司 操業開始
- 2009年 - 日進工場鋳造部門／高周波誘導加熱式電気炉導入
- 2011年 - 蘇州中央可鍛有限公司　加工工場竣工
- 2012年 - 蘇州中央可鍛有限公司　ACEライン導入
- 2015年 - アルミターボハウジングライン（熊本・蘇州中央可鍛有限公司）導入
- 2017年 - 熊本工場 新加工工場竣工
- 2018年 - 岐阜久尻工場竣工
- 2019年 - 株式会社豊田自動織機と資本業務提携。武山鋳造株式会社を子会社化。台湾における海外孫会社設立

## 事業所

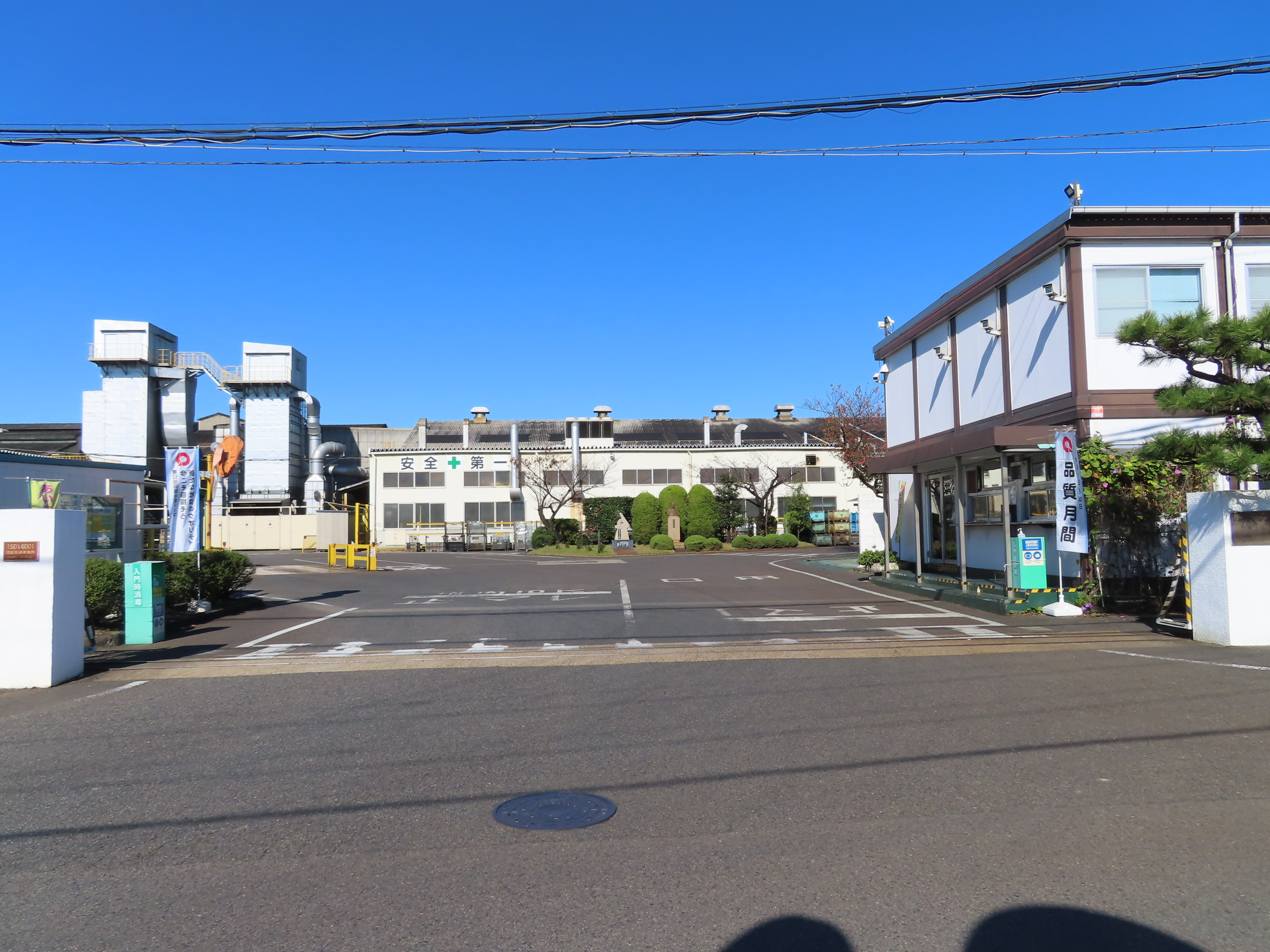
日進工場

- 本社事務所・日進工場（愛知県日進市浅田平子1-300）
- 熊本工場（熊本県菊池郡大津町大字大津字土井ノ内31）
- 岐阜久尻工場（岐阜県土岐市泉町久尻1460-4）
- 中川本社（愛知県名古屋市中川区富川町3丁目1-1）

## 主な関連会社
- 土岐可鍛工業（岐阜県土岐市泉町久尻1460-1）
- 石川可鍛製鉄（石川県かほく市宇気い9）
- 蘇州中央可鍛（ 中国・江蘇省蘇州市呉中経済開発区旺山工業園天鵝盪路）